# Domenico Locatelli (attore)
Domenico Locatelli (1613 – Parigi, 1671) è stato un attore teatrale italiano.

## Biografia
Non abbiamo informazioni sulla sua nascita e sulla sua formazione. Locatelli è noto nella commedia dell'arte come ideatore di Trivellino, maschera non dissimile da Arlecchino, ma differente per i toni più garbati e per qualche peculiarità nel costume.
Le prime notizie certe sul Locatelli risalgono al 1639, quando arrivò a Parigi con la compagnia di Giuseppe Bianchi, in arte Capitan Spezzaferro, convocata da Luigi XIII di Francia, per esibirvi per un biennio.
La compagnia era composta da Locatelli, Bianchi, Tiberio Fiorilli (Scaramuccia), Luisa (Lucilla) e Giulia Gabrielli (Diana), Brigida Bianchi (Aurelia), Margherita Bertolazzi e Giovanni Battista Angelo Agostino Lolli (Dottore).
Probabilmente fece parte di questa compagnia anche Giovan Battista Andreini, il famosissimo Lelio che sul finire della carriera interpretò la maschera di Pantalone.
Il Locatelli sposò in prime nozze Luisa Gabrielli, dalla quale ebbe almeno un figlio, Carlo Francesco, che fu battezzato a Parigi il 9 gennaio 1645, madrina fu Carlotta Margherita di Montmorency principessa di Condè. Il 9 giugno 1665 si risposò a Parigi con Marie de Creil, vedova di François de Houpy.
Dopo essere rientrato temporaneamente in Italia nel 1651-1652 per alcuni dissidi, tornò in Francia nell'agosto 1653 soggiornandovi fino al 1660. Assieme a Tiberio Fiorilli, diede un grande contributo alla istituzione del Théâtre-Italien in Francia.
Nel 1658 la compagnia recitò al Petit-Bourbon di Parigi, alternandosi con la troupe di Molière.
Tra le rappresentazioni più significative della compagnia ricordiamo il 20 marzo 1658 l'anteprima del Rosaure impératrice de Constantinople, una pastorale magica in cinque atti, composta dal Locatelli, impreziosita dalle scene di Torelli e dalle esibizioni del Fiorilli (Scaramuccia), subito dopo fu messo in scena il Convitato di pietra, incentrato sulla figura del Don Giovanni.
Nel 1662 Giulio Mazzarino decise di formare una compagnia stabile di comici italiani presso la sala del Palais-Royal e il Locatelli ne fece parte.
Locatelli morì a Parigi il 26 aprile 1671.
Locatelli fu un attore molto ammirato alla Comédie-Italienne parigina, anticipando il celebre arlecchino Dominique Biancolelli, che si ispirò a lui per la tecnica interpretativa elegante.